# جون كافاناف
جون كافاناف (بالإنجليزية: John Cavanaugh)‏ هو لاعب كرة قاعدة أمريكي، ولد في 5 يونيو 1900 في ريدينغ في الولايات المتحدة، وتوفي في 14 يناير 1961 في نيو برونزويك في الولايات المتحدة.

## وصلات خارجية
- جون كافاناف على موقعبيزبول رفرنس.كوم (الدوري الرئيسي) (الإنجليزية)